# Valley of the Kings (мини-альбом)
Valley of the Kings — мини-альбом, выпущенный в 1997 году немецкой пауэр-метал группой Gamma Ray перед выходом их альбома Somewhere Out in Space. Это первый релиз Gamma Ray с участием Хеньо Рихтера (гитара) и Дана Циммермана (ударные).

## Список композиций
1. «Valley of the Kings» — 3:50 (Хансен)
2. «Somewhere out in Space» — 5:28 (Хансен)
3. «Watcher in the Sky» — 5:18 (Зильк/Хансен)
4. «Victim of Changes» (кавер на Judas Priest) — 7:21 (Даунинг, Хэлфорд, Типтон, Аткинс)

- «Valley of the Kings» и «Somewhere Out in Space» также появляются на альбоме Somewhere Out in Space.
- «Watcher in the Sky» появляется на Somewhere Out in Space и одноимённом альбоме Iron Savior.
- «Victim of Changes» также появляется на Legends of Metal — A Tribute to Judas Priest Volume I, и в переиздании Somewhere Out in Space 2003 года.

## Участники записи
- Кай Хансен — вокал, гитара
- Хеньо Рихтер — гитара, клавишные
- Дирк Шляхтер — бас-гитара
- Дан Циммерманн — ударные
- Пит Зильк — вокал на «Watcher in the Sky»
- Томен Штаух — барабаны на «Watcher in the Sky»